# Parc quasi national de Tanzawa-Ōyama
Le parc quasi national de Tanzawa-Ōyama (丹沢大山国定公園, Tanzawa-Ōyama Kokutei kōen) est un parc naturel quasi national situé dans la région de Kantō du Honshū au Japon.

## Histoire
Classé comme paysage terrestre/marin protégé (catégorie V) selon les critères de l'IUCN, le parc comprend les monts Tanzawa, le barrage de Miyagase et les forêts qui l'entourent, les grandes chutes de Hayato et les sites religieux du mont Ōyama dans les montagnes de l'ouest de la préfecture de Kanagawa. 
En mai 1960, une zone de 38,762 ha située dans les monts Tanzawa à l'ouest de la préfecture de Kanagawa est désignée aire à protéger sous la dénomination parc naturel préfectoral de Tanzawa-Ōyama. La partie centrale de cette zone est désignée parc naturel quasi national le 25 mars 1965.
Comme tous les parcs quasi-nationaux au Japon, le parc Tanzawa-Ōyama est géré par les autorités préfectorales locales.
Le parc s'étend sur les limites des municipalités d'Atsugi, Hadano, Isehara, Kiyokawa, Matsuda, Sagamihara et Yamakita.